# Rosso fenolo
Il rosso fenolo (anche conosciuto come fenolsolfonftaleina o PSP, dall'inglese phenolsulfonphthalein) è un indicatore di pH usato frequentemente nei laboratori di biologia cellulare.

## Struttura e proprietà chimiche
A temperatura ambiente il rosso fenolo si presenta come un cristallo rosso. La sua solubilità è 0,77 grammi per litro (g/L) in acqua e 2.9 g/l in etanolo. Si classifica come un acido debole con un pKa = 8.00 a 20 °C.
Una soluzione di rosso fenolo è utilizzata come indicatore di pH: il suo colore mostra una graduale transizione dal giallo al rosso all'aumentare del valore del pH tra 6.8 e 8.2. Sopra pH 8.2 il rosso fenolo assume una colorazione rosa chiaro (fucsia). Viene generalmente usata per monitorare i cambiamenti di pH di una coltura di cellule. Quando il valore del pH scende, il colore vira dal rosso al giallo.
Sotto forma di cristallo, e in soluzioni in condizioni molto acide (pH basso), il composto esiste come Zwitterione, come mostrato nella figura sopra con il gruppo solfato caricato negativamente e il gruppo chetone con un protone in più. Questa forma è generalmente scritta così H2+PS− e di colore rosso-arancio. Se il pH aumenta (pKa = 1.2), il protone del gruppo chetone viene perso, dando luogo allo ione giallo caricato negativamente conosciuto come HPS−. Ad un valore del pH ancora più alto (pKa = 7.7), il gruppo idrossido del fenolo perde il suo protone risultando nello ione rosso conosciuto come PS22−.
In molte fonti la struttura del rosso fenolo viene rappresentata con un atomo di zolfo unito a un gruppo ciclico, simile alla struttura della fenolftaleina. Tuttavia questa struttura non è confermata dalla cristallografia a raggi X.
Numerosi indicatori possiedono una struttura simile al rosso fenolo, incluso il blu di bromotimolo, il blu di timolo, il violetto di bromocresolo, la timolftaleina e la fenolftaleina.

## Test della fenolsulfonftaleina
Il rosso fenolo era usato nel test della fenolsulfonftaleina, anche conosciuto come esame PSP. Questo esame serviva a stabilire il flusso del sangue complessivo attraverso il rene, ma è ormai obsoleto.
L'esame si basa sulla proprietà del rosso fenolo di venir espulso completamente nelle urine. Dopo averne somministrato in endovena una soluzione si raccolgono le urine; l'attività del rene è determinata misurandone la concentrazione con l'esame colorimetrico.

## Indicatore nelle colture di cellule
La maggior parte dei tessuti prosperano in un ambiente con pH prossimo a 7. Per esempio il pH del sangue varia da 7.35 a 7.45. Quando le cellule crescono in un tessuto di cultura, il terreno di cultura è mantenuto vicino al loro pH fisiologico. Una piccola quantità di rosso fenolo aggiunta al terreno di crescita in condizioni normali assumerà un colore rosa. Nelle colture di cellule viene tipicamente usato con proporzione: 15 mg / 1 L.
Prodotti di scarto generati da cellule morenti o una crescita eccessiva di agenti contaminanti causano un cambiamento di pH portando a un cambiamento del colore. Per esempio una coltura di cellule mammifere che si dividono con una velocità relativamente bassa può subire una crescita non controllata a causa di una contaminazione batterica. Questo normalmente porta ad una acidificazione del terreno di coltura, cambiando il colore in giallo. Molti biologi trovano questo metodo utile per controllare rapidamente la condizione del tessuto di cultura. Inoltre anche i prodotti di scarto generati dalle cellule mammifere diminuiranno lentamente il pH, portando gradualmente il colore da arancione a giallo.
Il cambiamento di colore, anche in assenza di contaminazione, indica che il terreno di coltura deve essere sostituito (prima che il terreno abbia completamente assunto una colorazione arancione).
Visto che il colore del rosso fenolo può interferire con alcuni analisi spettrometriche o a fluorescenza, molti supporti per tessuti di coltura ne sono disponibili senza.

## Imitatore di estrogeni
Il rosso fenolo è un debole imitatore del fattori estrogeni, e nelle colture cellulari può incrementare la crescita delle cellule che esprimono i recettori estrogeni.
Un'importante svolta nella biotecnologia è riportata nella letteratura scientifica il 5 maggio 2005 quando, utilizzando il rosso fenolo come fattore di differenziazione, un gruppo di scienziati dell'università del Tennessee ha prodotto degli oociti umani (uova) da cellule prelevate dalla superficie delle ovaie adulte; queste sono chiamate cellule epiteliali della superficie ovarica. Tali cellule sono state prelevate da donne fra 39 e i 52 anni e sono state coltivate in presenza di rosso fenolo inducendo l'ovogenesi.
In precedenza, le cellule uovo umane erano state prodotte in vitro solo da cellule totipotenti o staminali embrionali di blastomeri.

## Test lacrimale per occhio secco
In ambito oftalmologico o nell'applicazione di lenti a contatto uno dei possibili test per valutare la lacrimazione degli occhi consiste nel mettere a contatto uno speciale filo di cotone trattato con rosso fenolo che a contatto con la lacrima cambia colore virando da giallo a rosso con varie intensità in base alla quantità di lacrime presenti.